# كارثة جسر تاسمان

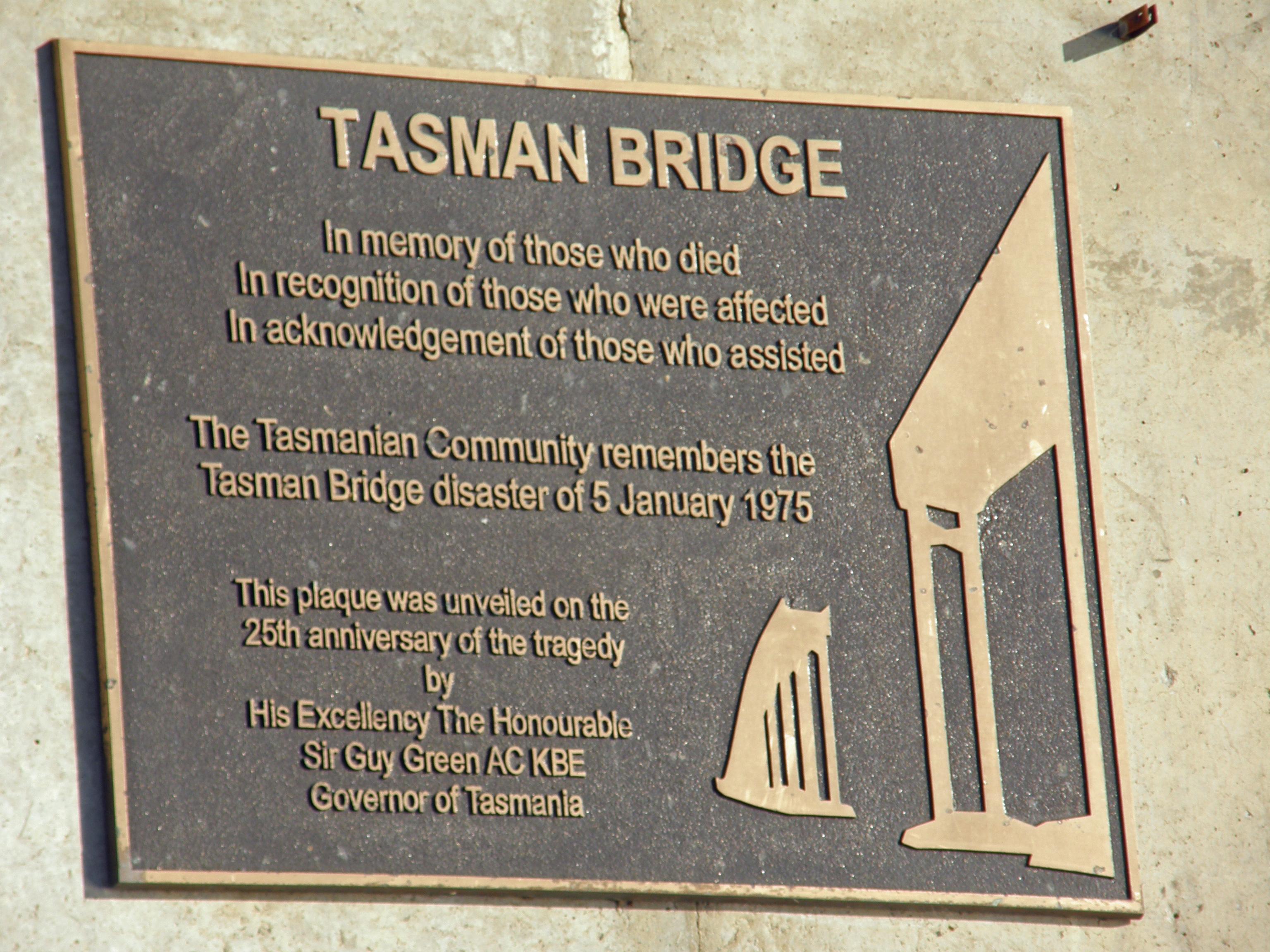

وقعت كارثة جسر تاسمان في مساء يوم 5 يناير عام 1975، في هوبارت، عاصمة ولاية جزيرة تاسمانيا الأسترالية، حين اصطدمت سفينة ناقلة للبضائع السائبة، كانت تُبحر في نهر ديروينت، بعدة أعمدة من جسر تاسمان، مسببة انهيار قسم كبير من سطح الجسر على السفينة وفي النهر أسفله. قُتل اثنا عشر شخصًا، من بينهم سبعة من أفراد الطاقم على متن السفينة، والركاب الخمسة في السيارات الأربعة التي هوت مسافة 45 متر عن الجسر. انقطعت مدينة هوبارت عن ضواحيها الشرقية، وكان لخسارة الطريق الواصل أثر اجتماعي كبير. عوقب ربان السفينة بصورة رسمية لعدم انتباهه وفشله في التحكم بسفينته بأسلوب البحّار الكُفء المؤهل.

## الاصطدام والانهيار
حدث الاصطدام في الساعة 9:27 مساءً (بالتوقيت الصيفي الشرقي الأسترالي، يو تي سي +11 (التوقيت العالمي الموحد +11)) من يوم الأحد 5 يناير عام 1975. كانت ناقلة السوائب  ليك إلوارا تحمل 10,000 طن من ركازة خام الزنك، وتتجه في نهر ديروينت لتفريغ حمولتها لشركة إلكتروليتيك زنك في ريسدون، عكس التيار من هوبارت وتبعد نحو 3 كم عن الجسر. كان طريق الجسر الرئيسي بطول 1,025 متر ومؤلف من مجاز ملاحي رئيسي وسطي، ومجازين ثانويين جانبيين، و19 مجاز طرفي متقارب. خرجت السفينة عن مسارها مع اقترابها من الجسر، يعود السبب جزئيًا إلى تيارات المد والجزر القوية لكن أيضًا بسبب عدم انتباه ربان السفينة، بولسلو بيلك. أبطأ بيلك السفينة إلى السرعة «الآمنة» إذ كان في البداية يقترب من الجسر بثمانية عقد. على الرغم من أن  ليك إلوارا كانت قادرة على العبور تحت الجسر من مجاز الملاحة الوسطي، إلا أن القبطان حاول العبور من أحد المجازات الشرقية.
رغم تغييرات عديدة في المسار، تبين أنه لا يمكن السيطرة على السفينة بسبب عدم كفاية سرعتها مقارنة بالتيار. في محاولة يائسة، أمر القبطان «بأقصى سرعة بالاتجاه العكسي (أي باتجاه مؤخرة السفينة)»، وعند هذه النقطة فُقدت كل السيطرة. انحرفت السفينة تجاه الجسر عند منتصف المسافة بين مجاز الملاحة الوسطي والساحل الشرقي، واصطدمت بقبعة أوتاد الركيزتين 18 و19، مما أدى إلى انهيار ثلاثة من المجازات غير المدعمة وقسم بطول 127 متر من الطريق في النهر وعلى سطح السفينة. مالت باتجاه الميمنة وغرقت خلال دقائق في مياه بعمق 35 متر على بعد مسافة قصيرة إلى الجنوب. علق وغرق سبعة من أفراد الطاقم على متن السفينة. وجدت هيئة التحقيق البحرية اللاحقة أن القبطان لم يتحكم بالسفينة بطريقة ملائمة وبأسلوب البحّار المؤهل، وعُلّقت شهادته لستة أشهر.

باعتبار أن الاصطدام قد حدث في مساء يوم أحد، فقد كان الازدحام خفيفًا نسبيًا على الجسر. لم يكن هناك سيارات تسير بين الركيزتين الثامنة عشرة والتاسعة عشرة وقت انهيار ذلك القسم، لكن هوت أربع سيارات من الفجوة، مما أدى إلى مقتل ركابهم الخمسة. تمكن سائقان من توقيف سيارتيهما على الحافة، لكن ليس قبل أن تعلق عجلاتهم الأمامية على حافة سطح الجسر. كان في واحدة من هاتين السيارتين، فرانك وسيلفيا مانلي.
سيلفيا مانلي: «كانت ليلة ضبابية، عند اقترابنا... لم يكن ثمة أضواء على الجسر في ذاك الوقت. اعتقدنا أنه حادث فحسب. أبطأنا لنحو 40 كم بالساعة وأنا أحدق من خارج النافذة، محاولةً بيأس رؤية السيارة...ماذا كان يحدث على الجسر. لم نتمكن من رؤية أي شيء لكننا تابعنا السير. بعد ذلك، قلت لفرانك، «الجسر اختفى!» وضغط على المكابح في الحال وبقينا نتأرجح هناك. ونحن في مكاننا، لم نستطع رؤية أي شيء في الماء. كل ما أمكننا رؤيته هو دوامة كبيرة من الماء وعلى ما يبدو أن السفينة كانت تغرق. وبذلك، فتحنا باب السيارة ووثبتُ منها خارجةً».

فرانك مانلي: «قالت [سيلفيا] «الخط الأبيض، الخط الأبيض اختفى. توقف!» ضغطت على المكابح في الحال وقلت «لا أستطيع، لا أستطيع، لا أستطيع التوقف». والشيء التالي الذي حدث هو أننا علقنا فوق الفجوة...حين أرجحت الباب لفتحه، تمكنت من رؤية الماء تقريبًا... ودفعت بنفسي إلى الخلف في السيارة وأمسكت مسند الرأس لسحب نفسي منها. ثمة علبة تروس أوتوماتيكية تحت [السيارة] – هذا الشيء هو من حقق توازننا في الأعلى».
كان في السيارة الأخرى موراي لينغ وزوجته هيلين واثنين من أطفالهما. كانوا يسيرون على الجسر في مسلك الاتجاه الشرقي حين انطفأت أضواء المجاز. «عرفت أن أمرًا سيئًا قد حصل لذا أبطأت». لاحظ لينغ بعدها عدة سيارات أمامه تبدو وكأنها تختفي وهي تتجه مباشرة إلى الحافة وضغط حينها على المكابح. أوقف السيارة على بعد إنشات من حافة السقوط. اندفعت سيارة مُقبلة، غير مدركة لتوقفه غير المتوقع، على خلفية سيارة لينغ، دافعة عجلاتها الأمامية فوق الفجوة، تمكن لينغ، أيضًا، من الخروج مع عائلته من السيارة، ثم وقف هناك مذعورًا إذ تجاهلت سيارتان أخريان محاولاته بالتلويح لهم بالتوقف، تجاوزتاه، حتى أن إحداهما انحرفت عنه لتجاوزه، واندفعت بسرعة نحو الحافة إلى النهر. انحرف باص مليء بالأشخاص وانزلق مصطدمًا بالقضبان الجانبية بعد أن لوّح له لينغ بالتوقف.

## إعادة البناء

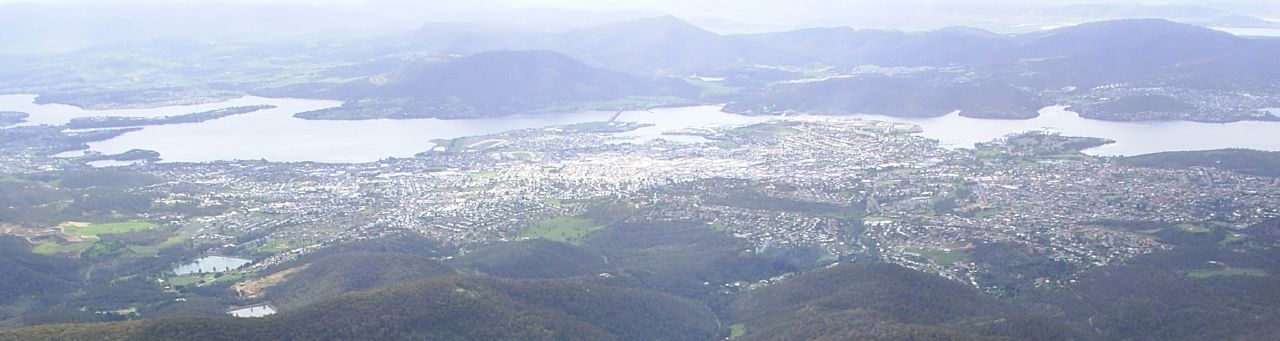
هوبارت من جبل ولنغتون

### إصلاح الجسر
في شهر مارس عام 1975، شُكلت لجنة ترميم جسر تاسمان المشتركة لإصلاح الجسر. وافقت الحكومة الفدرالية على تمويل المشروع، الذي بدأ في شهر أكتوبر من تلك السنة. تضمنت إعادة التشييد تعديلًا للجسر بأكمله ليستوعب مسار مرور إضافي، مما أتاح تفعيل نظام «حركة سير مرورية باتجاهين» في وقت الذروة، مؤلف من ثلاثة مسارات لحركة التدفق الكبيرة ومسارين لحركة التدفق الخفيفة. بعد سنة تقريبًا من انهيار الجسر، افتُتح جسر بايلي بمسارين وبطول 788 م، يربط بين ضفتي ديروينت الشرقية والغربية.
تولى المختصون في مجال الهندسة البحرية تحقيقًا مكثفًا لتحديد موقع حطام الجسر. استغرق التقصي عدة أشهر حتى اكتماله، وحُدد موقع أجزاء من الجسر تزن حتى 500 طن بدقة باستخدام معدات مطورة من قِبل جامعة تاسمانيا ووزارة الأشغال العامة. عُيّن مونسيل وشركاه كمستشارين خبراء من أجل مشروع إعادة البناء. مُنح عقد التشييد لشركة جون هولاند. قرر المهندسون عدم استبدال الركيزة 19 إذ كان هنالك كمية كبيرة من الحطام في الموقع. أُعيد افتتاح جسر تاسمان في 8 أكتوبر عام 1977، بعد ثلاث سنوات تقريبًا من انهياره. كانت النفقات السنوية لإعادة بناء جسر تاسمان هي 1.7 مليون دولار عام 1974 – 1975؛ 12.3 مليون دولار عام 1975 – 1976؛ 13.2 مليون دولار عام 1976 – 1977  و6.1 مليون دولار عام 1977 – 1978.
زَوّد التصميم الهندسي لجسر تاسمان قبعات أوتاد مجاز الملاحة الرئيسي بمصد لامتصاص أثر الصدم قادر على تحمل اصطدام سفينة كبيرة بزاوية عرضية، لكن كانت جميع الدعائم الأخرى غير محمية. تشترك هذه الكارثة ببعض المظاهر مع كارثة انهيار جسر سكاي واي في فلوريدا عام 1980، وكارثة جسر آي – 40 في أوكلاهوما عام 2002، تعرض جميعهم لحوادث صدم مع سفن. حين تضم حركة مرور النهر «سفن كبيرة، حتى ولو كانت بسرعات منخفضة، فإنه يمكن لعواقب انهيار الركيزة أن تكون كارثية». في مجال الهندسة الإنشائية، يشير مفهوم جسر «بركيزة – فائضة» إلى جسر لا ينهار حين تُزال ركيزة واحدة. شُيّدت جسور «بركيزتين فائضتين» في أستراليا – فوق نهر موراي في بيري وجزيرة هيندمارش في جنوب أستراليا. يُقيّم اليوم المستشارون المختصون بانتظام احتمالية اصطدام سفينة عند تصميم جسور مهمة. يتمثل أحد الحلول بحماية ركائز الجسر من خلال التدعيم أو تشييد حواجز مقاومة للصدم.

أسفرت الكارثة عن حدوث تغييرات في قوانين تخص حركات السفن في نهر ديروينت. عام 1987، رُكب نظام حساسات يقيس تيارات النهر، وارتفاع المد، وسرعة الرياح، قرب الجسر لتوفير بيانات من أجل حركة السفن في المنطقة. تتضمن أنظمة عام 2007 الخاصة بدائرة البحرية والأمان الحكومية، أحكام خاصة متعلقة بالجسر، منها:
«يجب على ربان سفينة وهو يقترب من الجسر ليُبحر بها عبر مجاز ما (أ) أن يكون متحكمًا بالسفينة بشكل كامل؛ و (ب) الإبحار بالسفينة مع كل حذر ممكن بالسرعة الأدنى التي يتطلبها العبور بأمان تحت الجسر».
يُطلب إرشاد السفن التي تتخطى حجم معين، وتُوقف حركة السير فوق الجسر بشكل مؤقت عند مرور سفن كبيرة تحته. كتدبير وقائي إضافي، تُلزم اليوم معظم السفن الكبيرة بامتلاك زورق قطر يكون حاضرًا أثناء عبورها للجسر في حال تطلب الأمر مساعدة بالتوجيه.